# Eisenbach (Matzenbach)
Eisenbach ist ein Ortsteil der Ortsgemeinde Matzenbach im Landkreis Kusel in Rheinland-Pfalz.

## Lage
Eisenbach liegt am Glan.

## Geschichte
Von 1798 bis 1814, als die Pfalz Teil der Französischen Republik (bis 1804) und anschließend Teil des Napoleonischen Kaiserreichs war, war Eisenbach in den Kanton Kusel eingegliedert. Anschließend wechselte der Ort in das Königreich Bayern. Von 1818 bis 1862 gehörte er dem Landkommissariat Kusel an; aus diesem ging das Bezirksamt Kusel  hervor. 1928 hatte Eisenbach 139 Einwohner, die in 22 Wohngebäuden lebten. Die Katholiken gehörten seinerzeit zur Pfarrei Remigiusberg, während die Protestanten zu derjenigen von Neunkirchen gehörten. Ab 1938 war der Ort Bestandteil des Landkreises Kusel. Nach dem Zweiten Weltkrieg wurde Eisenbach innerhalb der französischen Besatzungszone Teil des damals neu gebildeten Landes Rheinland-Pfalz. Im Zuge der ersten rheinland-pfälzischen Verwaltungsreform wurde Eisenbach  am 7. Juni 1969 in die Nachbargemeinde Matzenbach eingegliedert.

## Verkehr
Eisenbach besitzt zusammen mit dem Nachbarort Matzenbach den Bahnhof Eisenbach-Matzenbach an der Bahnstrecke Landstuhl–Kusel. Ein ehemaliges Kulturdenkmal vor Ort war ein Quereinhaus aus dem Jahr 1801, das mittlerweile abgebrochen wurde.